# Ванесса Карлтон
Ванесса Лі Карлтон (англ. Vanessa Lee Carlton; нар. 16 серпня 1980, Мелфорд, Пенсільванія, США) — американська поп-рок-співачка, авторка пісень та піаністка.
Після завершення навчання у Школі американського балету обрала кар'єру в музичній індустрії і почала виступати у барах і клубах Нью-Йорку під час відвідування коледжу. Через три місяці після запису демо-альбому із продюсером Peter Zizzo підписала контракт із лейблом A&M Records. З того часу почала запис свого дебютного студійного альбому, але процес йшов безуспішно, аж допоки Карлтон не почала працювати із Ron Fair.
У 2002 її дебютний сингл «A Thousand Miles» досяг топ-5 чарту Billboard Hot 100. Того ж року випустила свій дебютний альбом «Be Not Nobody», який отримав платинову сертифікацію від американської компанії RIAA. Наступні два альбоми — «Harmonium» (2004) та «Heroes & Thieves» (2007) — не отримали такого ж успіху, як її дебютна робота. Свою четверту платівку «Rabbits on the Run» (2011) продюсувала самостійно перед тим як випустити через лейбл. У листопаді 2012 випустила різдвяний міні-альбом «Hear the Bells». У жовтні 2015 вийшов її п'ятий студійний альбом «Liberman».

## Особисте життя
19 червня 2010 року Карлтон повідомила про свою бісексуальність, будучи хедлайнером прайду в Нашвіллі Вона заявила присутній аудиторії: «Я ніколи раніше цього не казала, але я пишаюся тим, що я бісексуальна жінка».

## Дискографія
- Be Not Nobody (2002)
- Harmonium (2004)
- Heroes & Thieves (2007)
- Rabbits on the Run (2011)
- Liberman (2015)

## Нагороди та номінації
| Рік  | Нагорода                 | Категорія                                              | Реципієнт          | Результат |
| ---- | ------------------------ | ------------------------------------------------------ | ------------------ | --------- |
| 2002 | Billboard Music Awards   | New Artist of the Year                                 | Ванесса Карлтон    | Номінація |
| 2002 | Teen Choice Awards       | Choice Music: Breakout Artist                          | Ванесса Карлтон    | Номінація |
| 2002 | Teen Choice Awards       | Choice Summer Song                                     | «A Thousand Miles» | Номінація |
| 2003 | American Music Awards    | Favorite Adult Contemporary Artist                     | Ванесса Карлтон    | Номінація |
| 2003 | Grammy Awards            | Record of the Year                                     | «A Thousand Miles» | Номінація |
| 2003 | Grammy Awards            | Song of the Year                                       | «A Thousand Miles» | Номінація |
| 2003 | Grammy Awards            | Best Instrumental Arrangement Accompanying Vocalist(s) | «A Thousand Miles» | Номінація |
| 2003 | BDSCertified Spin Awards | 500,000 Spins                                          | «A Thousand Miles» | Перемога  |
| 2003 | APRA Music Awards        | Most Performed Foreign Work                            | «A Thousand Miles» | Номінація |
| 2003 | Teen Choice Awards       | Choice Music — Love Song                               | «Pretty Baby»      | Номінація |